# Municipio de Brandon (Iowa)
El municipio de Brandon (en inglés: Brandon Township) es un municipio ubicado en el condado de Jackson en el estado estadounidense de Iowa. En el año 2010 tenía una población de 247 habitantes y una densidad poblacional de 2,66 personas por km².

## Geografía
El municipio de Brandon se encuentra ubicado en las coordenadas 42°10′23″N 90°49′46″O / 42.17306, -90.82944. Según la Oficina del Censo de los Estados Unidos, el municipio tiene una superficie total de 92.93 km², de la cual 92,83 km² corresponden a tierra firme y (0,1 %) 0,1 km² es agua.

## Demografía
Según el censo de 2010, había 247 personas residiendo en el municipio de Brandon. La densidad de población era de 2,66 hab./km². De los 247 habitantes, el municipio de Brandon estaba compuesto por el 95,95 % blancos, el 0,4 % eran asiáticos, el 0,81 % eran de otras razas y el 2,83 % eran de una mezcla de razas. Del total de la población el 2,43 % eran hispanos o latinos de cualquier raza.